# Scoparia crucigera
Scoparia crucigera là một loài bướm đêm trong họ Crambidae.